# Xinés antic
El xinés antic o xinès antic, també denominat xinés arcaic o xinès arcaic en les obres antigues, és l'etapa registrada de l'idioma xinés més antiga, i l'avantpassat de totes les variants de xinés modernes. El període que abasta varia segons els experts. Alguns el limiten a l'inici de la Dinastia Zhou, per l'evidència documental de la fonologia; altres hi inclouen tot el període Zhou, i sovint fins al final de la dinastia Shang amb les primeres proves d'escriptura, mentre que altres hi inclouen els períodes Qin i Han posteriors. Els primers exemples de xinés són inscripcions endevinatòries en ossos oraculars del 1250 ae, al final de la dinastia Shang. Les inscripcions en bronze són abundants durant la següent Dinastia Zhou. En la darrera part del període Zhou va florir la literatura, incloent-hi obres clàssiques com els Analectes de Confuci, Menci i la Crònica de Zuo Zhuan. Aquestes obres serviren de model per a la literatura xinesa clàssica, que fou un estàndard d'escriptura fins a la primeria del segle xx, per això es conserva el vocabulari i la gramàtica del xinès antic.
El xinés antic s'escrivia amb una versió inicial de caràcters xinesos, en què cada caràcter representava una paraula monosil·làbica. Tot i que no és una escriptura alfabètica, la majoria dels caràcters es crearen adaptant un caràcter d'una paraula de so semblant. Els lingüistes han utilitzat la informació fonètica d'aquesta escriptura i la rima de la poesia antiga per a reconstruir la fonologia del xinés antic, que es correspon si fa no fa al període de la dinastia Zhou de l'Oest, en l'inici del Mil·lenni I aC. Tot i que molts detalls en continuen incerts, la majoria dels lingüistes estan d'acord que el xinés antic es diferencia del xinés mitjà en la manca d'obstruents retroflexius i palatals, però té grups consonàntics inicials, i consonants nasals sordes i líquides. La majoria de reconstruccions descriuen el xinés antic com una llengua no tonal, però amb grups consonàntics al final de les síl·labes que es transformarien en les distincions tonals del xinés mitjà.
La majoria d'investigadors tracen l'origen del nucli del vocabulari del xinés antic fins al sinotibetà, amb molts préstecs primerencs de les llengües veïnes.
Durant la dinastia Zhou el vocabulari monosil·làbic originari augmentà amb mots polisil·làbics formats per composició i reduplicació. També s'hi han identificat afixos derivatius. La llengua manca, però, d'inflexió, i indica la relació gramatical usant l'ordre de les paraules i partícules gramaticals.

## Classificació
El xinés mitjà i els seus veïns del sud, les llengües tai-kadai, les hmong–mien i la branca viètica de les llengües austroasiàtiques tenen sistemes tonals, estructura sil·làbica i característiques gramaticals semblants, i manquen d'inflexió, però es creu que aquests són trets zonals estesos per difusió més que per una descendència comuna.
La hipòtesi més àmpliament acceptada és que el xinés pertany a la família de llengües sinotibetanes, amb el birmà, tibetà i altres llengües parlades a l'Himàlaia i al massís del sud-est asiàtic.
Les proves consten d'uns centenars de cognats, entre els quals s'inclou vocabulari bàsic com aquest:
| Significat | Xinés antic | Tibetà antic                    | Birmà antic                       |
| ---------- | ----------- | ------------------------------- | --------------------------------- |
| 'jo'       | 吾 *ŋa      | ṅa (Hill, 2012, p. )            | ṅā (Hill, 2012, p. )              |
| 'tu'       | 汝 **njaʔ   |                                 | naṅ(Hill, 2012, p. )              |
| 'no'       | 無 **mja    | dt. (Hill, 2012, p. )           | dt. (Hill, 2012, p. )             |
| 'dos'      | 二 **njijs  | gñis (Hill, 2012, p. )          | nhac < * nhik (Hill, 2012, p. )   |
| 'tres'     | 三 **sum    | gsum (Hill, 2012, p. )          | sumḥ (Hill, 2012, p. )            |
| 'cinc'     | 五 *ŋaʔ     | lṅa (Hill, 2012, p. )           | ṅāḥ (Hill, 2012, p. )             |
| 'sis'      | 六 *C-rjuk  | drug (Hill, 2012, p. )          | khrok < * khruk (Hill, 2012, p. ) |
| 'sol'      | 日 **njit   | ñi-dt. (Hill, 2012, p. )        | niy (Hill, 2012, p. )             |
| 'nom'      | 名 **mjeŋ   | myiṅ < * myeŋ (Hill, 20, p. 12) | maññ < el meuŋ (Hill, 20, p. 12)  |
| 'orella'   | 耳 **njəʔ   | rna (Hill, 2012, p. )           | nāḥ (Hill, 2012, p. )             |
| 'junta'    | 節 **tsik   | tshigs (Hill, 2012, p. )        | chac < * chik (Hill, 2012, p. )   |
| 'peix'     | 魚 *ŋja     | ña < ṅʲa (Hill, 2012, p. )      | ṅāḥ (Hill, 2012, p. )             |
| 'amarg'    | 苦 *kʰaʔ    | kha (Hill, 2012, p. )           | khāḥ (Hill, 2012, p. )            |
| 'matar'    | 殺 **srjat  | -sad (Hill, 2012, p. )          | sat (Hill, 2012, p. )             |
| 'verí'     | 毒 **duk    | dug (Hill, 2012, p. )           | tok < * tuk (Hill, 2012, p. )     |

Tot i que la relació es proposà per primera volta a la primeria del s. XIX ara és acceptada en general, i la reconstrucció de la família sinotibetana està molt més avançada que famílies com la indoeuropea o l'austronèsica (Handel, 2008, p. 422).
Malgrat que el xinés antic és des de lluny el primer membre confirmat de la família, la seua escriptura logogràfica no indica clarament la pronúncia de les paraules (Norman, 1988, p. 14).
Altres dificultats són la gran diversitat de llengües, la manca d'inflexió en moltes d'aquestes, i els efectes del contacte lingüístic.
A més, moltes de les llengües minoritàries es parlen en zones muntanyenques difícils d'investigar per ser zones frontereres en conflicte (Handel, 2008, pàg. 434–436; Norman, 1988, pàgs. 15-16).
Les consonants inicials solen correspondre segons el punt i mode d'articulació, però la veu i aspiració són molt menys regulars, i els prefixos varien entre els idiomes. Alguns investigadors creuen que aquests dos fenòmens reflecteixen la pèrdua de les síl·labes menors (Coblin, 1986, p. 11; Handel, 2008, pàgs. 425-426). El prototibetobirmà, segons el reconstruïren Benedict i Matisoff, manca de difèrencies per aspiració en les consonants oclusives i fricatives inicials. L'aspiració en el xinés antic sol correspondre's amb les consonants preinicials del tibetà i les llengües lolobúrmiques, i sembla una innovació xinesa sorgida dels primers prefixos (Schuessler, 2007, pàgs. 58-63). El protosinotibetà s'ha reconstruït amb un sistema de sis vocals com en les reconstruccions recents del xinés antic, diferenciant-se de les llengües tibetobirmanes que fonen la vocal central mitjana *-ə- amb la *-a- (Gong, 1980, pàgs. 476–479; Schuessler, 2007, pàgs. 2, 105). Les altres vocals es conserven en ambdues, amb alguna alteració entre la *-e- i la *-i-, i entre la *-o- i la *-u- (Schuessler, 2007, pàgs. 110-117).

## Història
| Línia de temps del xinés antic i texts existents |                                                                                           |
| c. 1250 ae                                       | - Shang tardà - escriptura en ossos oraculars - inscripcions aïllades                     |
| c. 1046 ae                                       | - Zhou occidental - Inscripcions en bronze xineses - antic Shu, Clàssic de pesia, I Ching |
| 771 ae                                           | - Període de les Primaveres i Tardors - Annals, Shu tardà - inscripcions de bronze        |
| 476 ae                                           | - Període dels Regnes Combatents - Texts xinesos clàssics - Texts excavats                |
| 221 ae                                           | - Unificació Qin                                                                          |

Els registres més antics coneguts de l'idioma xinés es trobaren a Yin Xu, prop de la ciutat moderna d'Anyang identificada com la darrera capital de la dinastia Shang, i es remunten a l'any 250 ae (Baxter i Sagart, 2014, p. 1). És escriptura en ossos oraculars, breus inscripcions tallades en closques de tortuga i en omòplats de bous, amb propòsits endevinatoris, i també unes poques i breus inscripcions en bronze. L'idioma emprat correspon a una forma primitiva de xinés, però és difícil d'interpretar per l'escàs del material i l'elevada proporció de noms propis. Només s'han identificat amb certesa la meitat dels 4.000 caràcters gravats. Se sap poc sobre la gramàtica d'aquest idioma, però semblaria molt menys dependent de partícules gramaticals que el xinés clàssic (Boltz, 1999, pàgs. 88-89).
Des de començaments de la dinastia Zhou de l'Oest, cap al 1000 ae, els texts més importants trobats són inscripcions en bronze, moltes d'extensió considerable. També s'han transmés texts preclàssics encara més extensos sobre un ampli ventall de temes per tradició literària. Les parts més antigues del Shujing, el Clàssic de poesia i el I Ching també es remunten al començament de la dinastia Zhou, i s'assemblen molt a les inscripcions en bronze pel vocabulari, sintaxi i estil. S'ha identificat una proporció més alta d'aquest vocabulari més variat en comparació amb el vocabulari del període oracular (Boltz, 1999, p. 89).
Els quatre segles que precediren a la unificació de la Xina el 221 ae (el període de les Primaveres i Tardors i dels Regnes Combatents) configuren el període clàssic xinés en sentit estricte. Hi ha moltes inscripcions en bronze d'aquest període, però són àmpliament superades per la rica literatura escrita en tinta sobre tauletes de bambú i (cap a finals del període) sobre seda. Tot i que són materials peribles, i molts llibres foren destruïts en la Crema de llibres i enterrament d'intel·lectuals durant la dinastia Qin, altres texts s'han transmés per còpies. Les obres d'aquest període com ara les Analectes de Confuci, el Clàssic de la pietat filial, Menci i Zuo Zhuan, han estat admirats des de la dinastia Han com a models de l'estil en prosa. El xinés clàssic d'aquestes obres constitueix la base del xinés literari, que fou l'estàndard de l'escriptura culta fins a començaments del segle XX (Boltz, 1999, p. 90).

## Escriptura

Escriptura sobre os oracular de la dinastia en un omòplat de bou

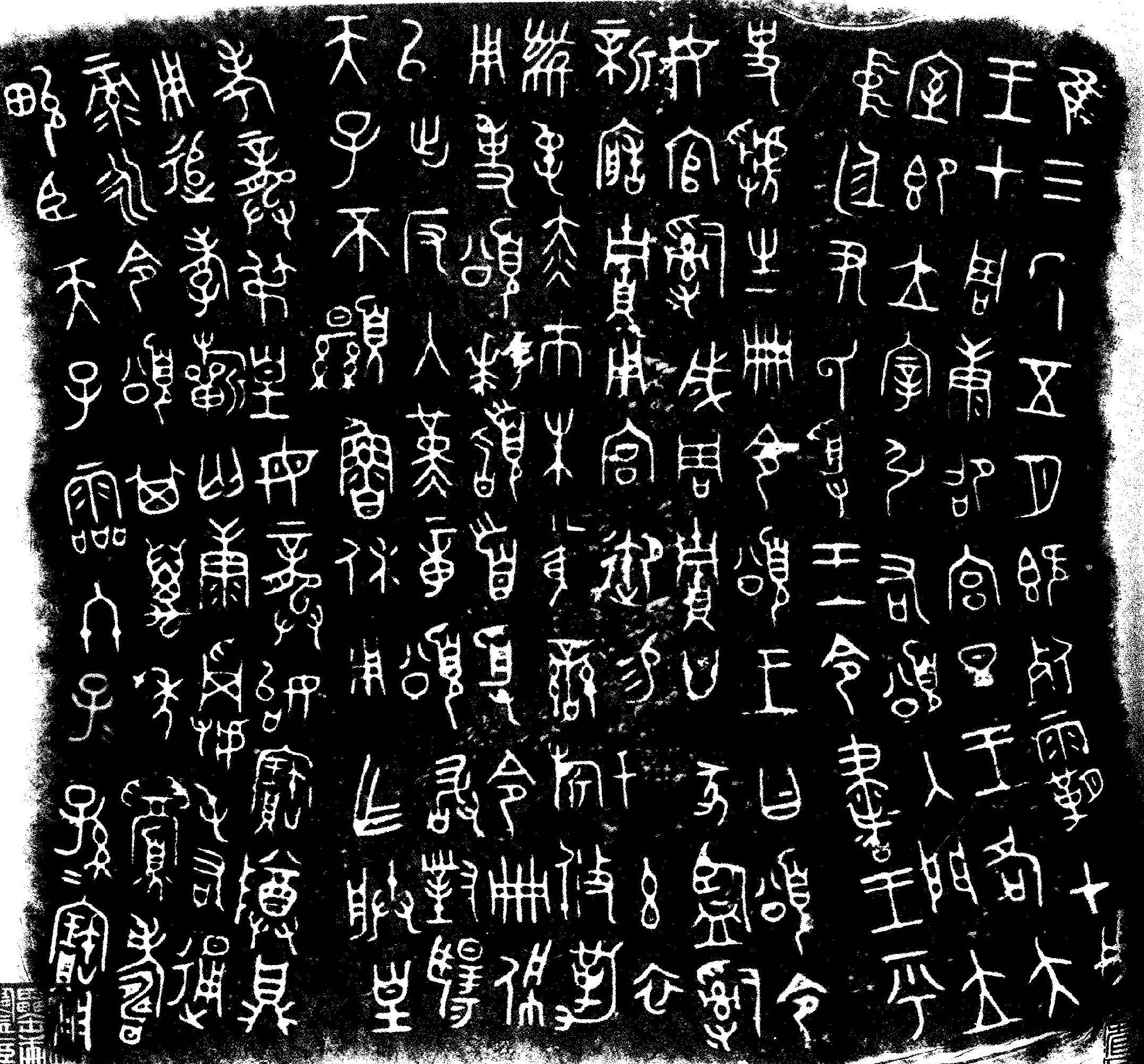
Impressió en tinta d'una inscripció en bronze del 825 ae

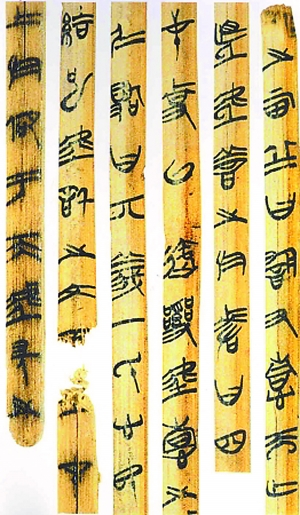
Escriptura amb segells en tauletes de bambú dels Regnes Combatents

Cada caràcter de l'escriptura representa un sol mot en xinès antic. La majoria d'experts creuen que aquests mots eren monosil·làbics, tot i que s'ha suggerit que una minoria en tenien presíl·labes menors (Norman, 1988, p. 58; Baxter i Sagart, 2014, pàgs. 50-53). El desenvolupament d'aquests caràcters seguí les mateixes tres etapes que els jeroglífics egipcis, l'escriptura cuneïforme i l'escriptura maia (Boltz, 1994, pàgs. 52–72; Boltz, 1999, p. 109).
Alguns mots podien representar-se per dibuixos (més tard estilitzats) com 日 rì 'sol', 人 rén 'persona' i 木 mù 'arbre, fusta', per símbols abstractes com 三 sān 'tres' i 上 shàng 'dalt', o per composició de símbols com 林 lín 'bosc' (dos arbres).
Al voltant de 1.000 dels caràcters d'ossos oraculars, prop d'un quart del total, són d'aquest tipus, tot i que 300 encara no se n'han desxifrat.
Tot i que l'origen pictogràfic d'aquests caràcters és evident, ja han sofert una gran simplificació i estandardització.
Algunes versions evolucionades de la majoria d'aquests caràcters encara s'utilitzen en l'actualitat (Wilkinson, 2012, p. 36; Boltz, 1994, pàgs. 52-57).
Després, els mots que no es poden representar pictogràficament, com termes abstractes i partícules gramaticals, es representaren prenent prestats els signes pictogràfics de mots de so semblant: Boltz, 1994, pàgs. 59–62 i Boltz, 1999, pàgs. 114-118:
- La paraula lì 'tremolar' originàriament s'escrivia amb el caràcter 栗 de lì 'castanya'.[22]
- El pronom i la partícula modal qí s'escrivia amb el caràcter 其, que originàriament representava jī 'cistella d'aventar'.[23]

A voltes el caràcter prestat es modificaria lleument per diferenciar-lo de l'original, com 毋 wú 'no', que deriva de 母 mǔ 'mare' (Wilkinson, 2012, p. 36).
Posteriorment els préstecs fonètics es desambiguaren amb l'addició d'indicadors semàntics, normalment afegits a la paraula menys comuna:
- La paraula lì 'tremolar' posteriorment s'escrigué amb el caràcter 慄, format afegint-hi el símbol ⺖, una variant de 心 xīn 'cor'.[22]
- La paraula original però poc comuna jī 'cistella d'aventar' s'escrigué amb el compost 箕, obtingut en afegir el símbol 竹 zhú 'bambú' al caràcter.[23]

Aquests caràcters composts fonosemàntics s'usaren molt en els ossos oraculars, i la gran majoria dels caràcters creats des de llavors són d'aquest tipus (Boltz, 1994, pàgs. 67-72).
Al Shuowen Jiezi, un diccionari recopilat al segle ii, el 82% dels 9.353 caràcters es classificaren com a composts fonosemàntics.(Wilkinson, 2012, pàgs. 36-37).
Des de la moderna comprensió de la fonologia del xinés antic, els investigadors creuen que la majoria dels caràcters originàriament classificats com a composts semàntics també tenien una naturalesa fonètica (Boltz, 1994, pàgs. 147–149; Schuessler, 2009, pàgs. 31–32, 35).
Aquests descobriments ja estaven presents en l'escriptura dels ossos oraculars (Boltz, 1999, p. 110), i això possiblement implica que hi hagué un significatiu període de desenvolupament anterior a aquestes inscripcions (Norman, 1988, p. 58)
Això suposaria que abans s'escrivia sobre materials peribles, com suggereix l'aparició en els ossos oraculars del caràcter 册 cè 'registres'.
Es creu que el caràcter representa tauletes de bambú o fusta lligades amb tires de cuir, un suport d'escriptura conegut per descobriments arqueològics posteriors (Boltz, 1999, p. 107).
El desenvolupament i simplificació de l'escriptura continuà durant els períodes preclàssic i clàssic. Els caràcters es feren com més anava més pictogràfics, lineals i regulars, i els traços arredonits s'anaren reemplaçant per angulosos (Norman, 1988, pàgs. 61-62)
La llengua creà paraules compostes, per això els caràcters passaren a representar morfemes, tot i que quasi tots els morfemes es podien usar també com paraules independents.
Centenars de morfemes de dos o més síl·labes s'introduïren en l'idioma, i s'escrigueren amb un caràcter fonosemàntic compost per cada síl·laba (Boltz, 1994, pàgs. 171-172).
Durant el període dels Regnes Combatents, l'escriptura es generalitzà més, i s'hi produïren més simplificacions i variacions, sobretot en els regnes de l'est.
Una escriptura més conservadora predominava al regne occidental Qin, que després imposaria el seu estàndard d'escriptura a tota la Xina (Norman, 1988, pàgs. 62-63).

## Fonologia
La fonologia del xinés antic s'ha reconstruït a partir de distintes fonts, incloent-hi la fonologia dels caràcters xinesos, la rima del Clàssic de poesia i la pronúncia de les lectures del xinés mitjà en obres com el Qieyun, un diccionari de pronúncia i rima publicat el 601 de.
Malgrat que molts detalls estan encara en debat, les formulacions recents presenten un consens general quant als aspectes centrals (Schuessler, 2009).
Per exemple, les consonants inicials reconegudes per Li Fang-Kuei i William Baxter apareixen més avall, amb afegits de principalment conjectures donades entre parèntesis: (Li, 1974–1975, p. 237; Norman, 1988, p. 46; Baxter, 1992, pàgs. 188-215):
|                        |          | Labial | Dental | Dental | Palatal (Baxter, 1992) | Velar | Velar  | Glotal | Glotal |
| plana                  | sibilant | Labial | plana  | labial | Palatal (Baxter, 1992) | plana | labial |        |        |
| ---------------------- | -------- | ------ | ------ | ------ | ---------------------- | ----- | ------ | ------ | ------ |
| Oclusiva o africada    | sorda    | *p     | *t     | *ts    |                        | *k    | *kʷ    | *ʔ     | *ʔʷ    |
| Oclusiva o africada    | aspirada | *pʰ    | *tʰ    | *tsʰ   |                        | *kʰ   | *kʷʰ   |        |        |
| Oclusiva o africada    | sonora   | *b     | *d     | *dz    |                        | *ɡ    | *ɡʷ    |        |        |
| Nasal                  | sorda    | *m̥     | *n̥     |        |                        | *ŋ̊    | *ŋ̊ʷ    |        |        |
| Nasal                  | sonora   | *m     | *n     |        |                        | *ŋ    | *ŋʷ    |        |        |
| Lateral                | sorda    |        | *l̥     |        |                        |       |        |        |        |
| Lateral                | sonora   |        | *l     |        |                        |       |        |        |        |
| Fricativa o aproximant | sorda    |        | (*r̥)   | *s     | (*j̊)                   |       |        | *h     | *hʷ    |
| Fricativa o aproximant | sonora   |        | *r     | (*z)   | (*j)                   |       |        | (*ɦ)   | (*w)   |

S'han proposat alguns grups inicials, en especial els grups de la *s- amb altres consonants, però aquesta àrea és incerta.(Baxter, 1992, pàgs. 222-232).
Bernhard Karlgren i molts altres estudiosos postulen les mitges *-r-, *-j- i la combinació *-rj- per explicar les consonants retroflexes i les palatals obstruents del xinés mitjà, com també molts dels contrasts de les vocals.(Baxter, 1992, pàgs. 235-236).
La *-r- és acceptada en general. Tot i que la distinció indicada per *-j- és universalment acceptada, la seua realització com un gir palatal s'ha qüestionat, i s'han emprat diferents interpretacions en les reconstruccions recents (Schuessler, 2007, p. 95; Baxter i Sagart, 2014, pàgs. 68-71).
Les reconstruccions des de la dècada del 1980 solen proposar-hi sis vocals: (Baxter, 1992, p. 180). Els diftongs de Li *ia i *ua corresponen a *e i *o respectivament, mentre que la *iə de Li es converteix en *i o *ə en contexts diferents (Baxter, 1992, pàgs. 253–256; Handel, 2003, pàgs. 556-557):
| *i | *ə | *u |
| *e | *a | *o |

Opcionalment les vocals podien anar seguides de les mateixes codes sil·làbiques del xinés mitjà: un gir *-j o *-w, una nasal *-m, *-n o *-ŋ, o una oclusiva *-p, *-t o *-k. Alguns acadèmics hi admeten una coda labiovelar *-kʷ (Baxter, 1992, p. 291).
La majoria d'estudiosos creuen que el xinés acadèmic mancava dels tons que es troben en les etapes posteriors, però tenia les postcodes optatives *-ʔ i *-s, que es van desenvolupar en el xinés mitjà elevant o variant els tons respectivament (Baxter, 1992, pàgs. 181-183).

## Gramàtica
Se sap molt poc sobre la gramàtica dels períodes oracular i preclàssic, ja que sovint els texts en són de caràcter ritual, i gran part del vocabulari no se n'ha desxifrat. En canvi, la rica literatura del període dels Regnes Combatents s'ha estudiat a fons (Herforth, 2003, p. 59). En mancar d'inflexió, el xinés antic depenia molt de l'ordre dels mots, les partícules gramaticals i les categories gramaticals (Herforth, 2003, p. 59; Schuessler, 2007, p. 12).

### Tipus de paraules
La classificació de les paraules del xinés antic no sempre és unívoca, perquè no n'estan marcades per funció; els tipus de mots se solapen, i paraules d'un tipus a voltes es poden usar amb funcions normalment reservades a un altre (Norman, 1988, pàgs. 87-88). La tasca és més difícil amb els texts escrits del que seria per a parlants del xinés antic, perquè la morfologia derivativa sovint queda amagada pel sistema d'escriptura (Herforth, 2003, p. 60; Aldridge, 2013, pàgs. 41-42). Per exemple, el verb *sək 'bloquejar' i el nom derivat *səks 'frontera' s'escrivien amb el mateix caràcter 塞.(Baxter, 1992, p. 136).
Els pronoms mostren una gran varietat de formes en texts de xinés antic, possiblement per les variacions dialectals (Norman, 1988, p. 89).
Hi ha dos grups de pronoms de primera persona: (Norman, 1988, p. 89; Pulleyblank, 1996, p. 76):
1. *ljaʔ 予, *lja 余, *ljə 台 i *lrjəmʔ 朕
2. *ŋa 吾 y *ŋajʔ 我

En les inscripcions d'ossos oraculars, el pronom *l- l'usa el rei per a referir-se a si mateix, i la forma *ŋ-per al poble Shang en conjunt.
Aquesta distinció pràcticament desapareix en texts posteriors, i les formes *l-desapareixen en el període clàssic (Pulleyblank, 1996, p. 76).
En el període post-Han, 我 comença a usar-se com el pronom de primera persona generalitzat.(Norman, 1988, p. )
Com a pronoms de segona persona usaven *njaʔ 汝, **njəjʔ 爾, *njə 而, *njaʔ 若(Pulleyblank, 1996, p. 77).
Les formes 汝 i 爾seguiren emprant-se de manera intercanviable fins a substituir-se per la variant nord-occidental 你 (en mandarí modern nǐ) en el període Tang (Norman, 1988, p. 118).
En alguns dialectes min el pronom de segona persona deriva de la forma 汝 (Sagart, 1999, p. 143).
Les distincions de cas estaven marcades entre els pronoms de tercera persona (Aldridge, 2013, p. 43).
No hi havia cap pronom de tercera persona per al subjecte, però **tjə 之, originàriament un demostratiu de llunyania, passa a usar-se com a pronom objecte de tercera persona en el període clàssic (Aldridge, 2013, p. 43; Pulleyblank, 1996, p. 79).
El pronom possessiu originàriament era **kjot 厥, i fou reemplaçat en el període clàssic per *ɡjə 其 (Pulleyblank, 1996, p. 80).
En el període post-Han, 其 passa a usar-se com a pronom de tercera persona generalitzat (Norman, 1988, p. 118).
Sobreviu en alguns dialectes wu, però fou reemplaçat per altres formes en els altres llocs (Norman, 1988, p. 118).
Hi havia pronoms demostratius i interrogatius, però no pronoms indefinits com «ningú» o «gens» (Norman, 1988, pàgs. 90-91).
Els pronoms distributius es formaven amb el sufix *-k: (Norman, 1988, p. 91; Schuessler, 2007, pàgs. 70, 457):
- *djuk 孰 «el qual» a partir de *djuj 誰 «qui»;
- *kak 各 «cadascun» a partir de *kjaʔ 舉 «tots»;
- *wək 或 «algun» a partir de *wjəʔ 有 «hi ha»;
- *mak 莫 «cap» a partir de *mja 無 «no hi ha».

Com en els idiomes moderns, es poden situar adverbis (dalt, avall) després dels noms per indicar-ne les posicions relatives.
També poden precedir verbs per indicar la direcció de l'acció (Norman, 1988, p. 91). Els noms que indiquen temps pertanyen a una altra categoria. Solen antecedir el subjecte per especificar el temps de l'acció (Norman, 1988, pàgs. 91, 94). Els classificadors, però, tan característics del xinés modern, no es van fer comuns fins al període Han i les dinasties Meridionals i Septentrionals posteriors (Norman, 1988, pàgs. 115-116).
Els verbs del xinés antic, com del modern, no presentaven temps ni aspecte, i s'indiquen amb adverbis i partícules si cal. Els verbs poden ser transitius o intransitius. Com en xinés modern, els adjectius eren un tipus especial de verb intransitiu, i uns pocs verbs transitius també podien exercir aquesta funció com a auxiliars modals o preposicions (Norman, 1988, pàgs. 91-94).
Els adverbis descriuen l'abast de les afirmacions o les relacions temporals (Norman, 1988, p. 94). S'hi incloïen dues famílies de negatius que comencen per *p- i *m-, com **pjə 不 i **mja 無 (Norman, 1988, pàgs. 97-98). Les varietats septentrionals modernes deriven del negatiu normal de la primera família, mentre que les varietats del sud en conservaren el de la segona (Schuessler, 2007, pàgs. 172–173, 518–519). No tingué adverbis de grau fins a finals del període clàssic (Norman, 1988, pàgs. 94, 127).
Les partícules són paraules funcionals amb diversos propòsits. Com en xinés modern, hi ha partícules de final d'oració que marquen l'imperatiu i les preguntes sí/no. Altres partícules de final d'oració expressen una varietat de connotacions, les més importants en són *ljaj 也, que expressa immobilitat, i *ɦjəʔ 矣, que implica canvi. Altres partícules són indicadores de subordinació **tjə 之 i les partícules que substantiven **tjaʔ 者 (agent) i **srjaʔ 所 (objecte)(Norman, 1988, pàgs. 94, 98–100, 105–106).
Les conjuncions podien unir noms o oracions (Norman, 1988, pàgs. 94, 106–108).

### Estructura de les frases
Com en el xinés modern, les frases del xinés antic estaven formades per un subjecte (part del nom, a vegades sobreentés) seguit per un predicat, que pot ser verbal o nominal.(Pulleyblank, 1996, pàgs. 13–14; Norman, 1988, p. 95).
Abans del període clàssic, els predicats nominals consistien en una partícula copulativa *wjij 惟 seguida d'una frase nominal (Pulleyblank, 1996, p. 22; Schuessler, 2007, p. 14), com en aquest exemple:
| 予    | 惟    | 小     | 子     |
| *ljaʔ | *wjij | *sjewʔ | *tsjəʔ |
| Jo    | ser   | petit  | nen    |

«Jo soc una persona jove» (Shujing, 27, 9; Schuessler, 2007, p. 14).
La còpula negativa **pjə-wjij 不惟 està registrada en les inscripcions dels ossos oraculars, després fusionada com **pjəj 非.
En el període clàssic, els predicats nominals es construïen amb la partícula de final de frase *ljaj 也 en lloc de la còpula 惟, però 非 s'hi mantingué com una forma negativa, amb la qual 也 era optativa: (Pulleyblank, 1996, pàgs. 16-18, 22; Schuessler, 2007, p. 232).
| 其     | 至      | 爾     | 力     | 也     | 其     | 中     | 非    | 爾     | 力     | 也     |
| ɡjə    | *tjits  | *njəjʔ | C-rjək | *ljajʔ | ɡjə    | k-ljuŋ | *pjəj | *njəjʔ | C-rjək | *ljajʔ |
| el seu | arribar | tu     | força  | PF     | el seu | centre | no    | tu     | força  | PF     |

«Que hi arribes depén de la teua força, però que hi encertes no depén de la teua força.» (Menci, 10.1/51/13; Herforth, 2003, p. 60).
El verb copulatiu 是 shì del xinés literari i modern data del període Han.
En xinés antic el mot era semblant al demostratiu «aquest»(Norman, 1988, pàgs. 125-126).
Com en el xinés modern, però a diferència de les llengües tibetobirmanes, l'ordre bàsic d'una oració era subjecte verb objecte: (Pulleyblank, 1996, p. 14)(Norman, 1988, pàg. 10–11, 96)
| 孟子          | 見    | 梁     | 惠    | 王    |
| *mraŋs-*tsəjʔ | *kens | C-rjaŋ | *wets | *wjaŋ |
| Mencio        | veure | Liang  | Hui   | rei   |

«Menci veié al rei Hui de Liang.» (Menci, 1.1/1/3; Pulleyblank, 1996, p. 13).
A més a més de la inversió per a emfasitzar, hi ha dues excepcions a aquesta regla: un pronom objecte d'una oració negativa o un pronom interrogatiu objecte anirien abans del verb: (Pulleyblank, 1996, p. 14)
| 歲      | 不   | 我   | 與      |
| *swjats | *pjə | ŋajʔ | *ljaʔ   |
| any     | no   | em   | esperar |

«Els anys no esperen per nosaltres.» (Analectes de Confuci, 17.1/47/23).
Una oració d'un nom addicional es podria situar abans del subjecte per servir de tema (Herforth, 2003, pàgs. 66-67). Com en xinés modern, les preguntes sí/no es formaven afegint una partícula al final de la frase, i demanar informació es feia substituint el pronom interrogatiu per l'element sol·licitat (Norman, 1988, pàgs. 90–91, 98–99).

### Modificadors
En general, els modificadors del xinés antic precedien els mots que modificaven. Per això les oracions de relatiu se situaven abans del nom, normalment marcades per la partícula **tjə 之 (en un paper semblant al de 的 del xinés modern: (Pulleyblank, 1996, p. 62; Norman, 1988, pàgs. 104-105):
| 不   | 忍     | 人      | 之   | 心    |
| *pjə | *njənʔ | *njin   | *tjə | *sjəm |
| no   | patir  | persona | REL  | cor   |

«... el cor que no pot sofrir les afliccions d'altres.» (Menci, 3.6/18/4; Pulleyblank, 1996, p. 62).
Un exemple comú d'aquesta construcció era la modificació adjectival, perquè els adjectius del xinés antic eren una mena de verbs (igual que en el xinés modern), però 之 generalment s'ometia després dels adjectius monosil·làbics.(Pulleyblank, 1996, p. 62).
Els modificadors adverbials, incloent-hi diferents formes de negació, se solien situar abans del verb (Norman, 1988, p. 105). Com en el xinés modern, els complements circumstancials de temps van o al principi de l'oració o abans del verb, depenent del seu abast, mentre que els complements de durada se situen darrere del verb (Norman, 1988, pàgs. 103-104). Els complements circumstancials de lloc i d'instrument solien anar darrere del predicat. Aquests es desplaçaren després a la posició anterior al verb, com en xinés modern (Norman, 1988, pàgs. 103, 130–131).

## Vocabulari
La millora en la comprensió de la fonologia del xinés antic ha permés estudiar els orígens dels mots xinesos (en comptes dels caràcters amb què s'escrivien).
La majoria d'estudiosos consideren que el nucli del vocabulari es remunta a un idioma ancestral sinotibetà, amb préstecs més moderns d'idiomes veïns.(Schuessler, 2007, pàgs. xi, 1–5, 7–8).
L'opinió tradicional és que el xinés antic era una llengua aïllada, sense inflexió ni derivació, però ara s'ha aclarit que els mots es formarien per afixació derivativa, reduplicació i composició (Baxter i Sagart, 1998, pàgs. 35-36).
La majoria d'autors només consideren arrels monosil·làbiques, però Baxter i Laurent Sagart també proposaren arrels bisil·làbiques en què la primera síl·laba està escurçada, com en el khmer modern (Baxter i Sagart, 2014, pàgs. 50-53).

### Préstecs
Durant el període del xinés antic, la civilització xinesa s'expandí des d'una zona restringida al voltant del llit inferior del riu Wei i del mig del riu Groc cap a l'est per la plana del Nord xinesa fins a Shandong i després al sud cap a la vall del Iang-Tsé. No hi ha registres de les llengües no xineses parlades en aquestes zones abans que l'expansió del xinés les desplaçàs. Es creu que aquestes contribuïren al vocabulari del xinés antic, i podrien ser la font de moltes paraules xineses l'origen de les quals encara és desconegut (Norman, 1988, pàgs. 4, 16–17; Boltz, 1999, pàgs. 75-76).
Jerry Norman i Mei Tsu-lin han identificat préstecs austroasiàtics primerencs en el xinés antic, possiblement dels pobles de la conca del baix Iang-Tsé coneguts pels xinesos antics com els yue. Per exemple, l'antic nom xinés del Iang-Tsé, **kroŋ (江 jiāng), que s'usava com el mot genèric per a «riu» al sud de la Xina.
Norman i Mei suggereixen que aquest mot és un cognat del vietnamita sông (de * krong) i el mon kruŋ 'riu' (Norman i Mei, 1976, pàgs. 280–283; Norman, 1988, pàgs. 17–18; Baxter, 1992, p. 573).
Haudricourt i Strecker han proposat alguns préstecs de les llengües hmong-mien. Entre aquests s'inclouen termes relatius al conreu de l'arròs, que començà al llit mitjà del riu Iang-Tsé:
- *ʔjaŋ (秧 yāng) «plançó d'arròs» del protohmong-mien *jaŋ
- *luʔ (稻 dào) 'arròs sense espellofar» del protohmong-mien *mblauA[24]

Es creu que altres mots es prengueren d'idiomes del sud de la Xina, però no és clar quina en fou la font original, per exemple:
- *zjaŋʔ (象 xiàng) 'elefant' pot comparar-se amb coiŋ, el prototai *jaŋC i el birmà chaŋ.[25]
- *ke (雞 jī) 'pollastre' front al prototai *kəiB, el protohmong–mien *kai i el protovietmuong * r-ka.[26]

En l'antiguitat la conca del Tarim estava ocupada per parlants indoeuropeus de llengües tokharis, la font de **mjit (蜜 mì) 'mel', del prototokhari ḿət(ə) (ḿ està palatalitzada; cf. amb el tokhari B mit), cognat del català «mel» i l'anglés mead.
Els veïns septentrionals del xinés hi contribuïren amb mots com **dok (犢 dú) 'vedella' –compareu amb el mongol el teuɣul i el manxú tuqšan.

### Afixació
Els filòlegs del xinés fa temps que han observat que hi ha mots amb pronúncia semblant i significats relacionats, i que a voltes s'escriuen amb el mateix caràcter (Handel, 205, p. 76; Sagart, 1999, p. 1). Henri Maspero va atribuir algunes d'aquestes alteracions a grups consonàntics resultants d'afixos derivatius (Maspero, 1930, pàgs. 323, 324). Alguns treballs posteriors han identificat alguns d'aquests afixos, alguns dels quals tenen cognats en altres llengües sinotibetanes (Baxter i Sagart, 2014, pàgs. 53–60; Schuessler, 2007, pàgs. 14-22).
Un cas comú n'és la «derivació per canvi de to», en què els mots en el to de partida semblen derivar de mots en altres tons (Downer, 1959, pàgs. 258-259).
Si s'accepta la teoria d'Haudricourt sobre l'origen del to de partida, aquestes derivacions tonals poden interpretar-se com el resultat d'un sufix derivatiu -s.
Com el tibetà té sufixos semblants, pot interpretar-se com una herència del sinotibetà (Baxter, 1992, pàgs. 315-317).
Alguns exemples en són:
- *dzjin (盡 jìn) 'exhaurir' i *dzjins (燼 jìn) ''exhaurit, consumit, cendra'[29]
- *kit (結 jié) 'exhaurir' i *kits (髻 jì) 'monyo'[30]
- *nup (納 nà) 'introduir' i *nuts < *nups (內 nèi) 'dins'[31]
- *tjək (織 zhī) 'teixir' i *tjəks (織 zhì) 'roba de seda' (compareu amb el tibetà ʼthag 'teixir' i thags 'teixit, roba')[32]

Altres alteracions afecten verbs transitius amb una inicial sorda, o verbs d'estat o passius amb una inicial sonora (Schuessler, 2007, pàg. 49):
- *kens (見 jiàn) 'mirar' i *ɡens (現 xiàn) 'aparéixer'[33]
- *kraw (交 jiāo) 'barrejar' i *ɡraw (殽 yáo) 'barrejat, confús'[34]
- *trjaŋ (張 zhāng) 'estirar' i *drjaŋ (長 cháng) 'llarg'[35]

Alguns investigadors pensen que els verbs transitius amb inicials sordes són bàsics i les inicials sonores reflecteixen un prefix nasal que intransititviza (Handel, 2012, pàgs. 63–64, 68–69).
Altres suggereixen que els verbs transitius deriven d'afegir un prefix causatiu *s- a un verb d'estat, que produeix una desonorització en la següent inicial sonora (Handel, 2012, pàgs. 63–64, 70–71).
Els dos prefixos proposats tenen corresponents en altres llengües sinotibetanes, en algunes de les quals encara s'usen (Handel, 2012, pàgs. 65–68; Sun, 2014, pàgs. 638-640).

### Reduplicació i composició
Els morfemes del xinés antic originàriament eren monosil·làbics, però durant el període Zhou de l'Oest s'hi introduïren moltes paraules noves bisíl·labes.
Per exemple, al voltant del 30% del vocabulari de Menci és polisíl·lab, incloent-hi un 9% de noms propis, tot i que els mots monosíl·labs són més freqüents, al voltant del 80% del text. (Wilkinson, 2012, pàgs. 22-23).
Molts mots, sobretot adjectius i advervis, es formaren per diversos tipus de reduplicació (Norman, 1988, p. 87):
- reduplicació total, en què la síl·laba es repeteix, com en *ʔjuj-ʔjuj (威威 wēiwēi) 'alt i gran' i **ljo-ljo (俞俞 yúyú) 'feliç i tranquil' (Norman, 1988, p. 87)
- semireduplicació amb rima, en què només es repeteix el final, com en *ʔiwʔ-liwʔ (窈宨 iǎotiǎo) 'elegant, bell' (Baxter i Sagart, 1998, p. 65). L'inici de la segona síl·laba sovint és *l- o *r- (Schuessler, 2007, p. 24)
- semireduplicació al·literativa, en què se'n repeteix la inicial, com en **tsʰrjum-tsʰrjaj (參差 cēncī) 'irregular, desigual' (Baxter i Sagart, 1998, p. 65)
- amb alteració de la vocal, sobretot de la *-e- i la *-o-, com en **tsʰjek-tsʰjok (刺促 qìcù) 'ocupat' i *ɡreʔ-ɡroʔ (邂逅 xièhòu) 'despreocupat i feliç' (Baxter i Sagart, 1998, pàgs. 65-66)

Entre altres morfemes bisíl·labs es troba el famós *ɡa-lep (蝴蝶 húdié) 'papallona' del Zhuangzi.
Més mots, en particular noms, es formaren per composició, com ara:
- qualificació d'un nom amb un altre (que es posa davant), com *mok-kʷra (木瓜 mùguā) 'codony' (literalment 'arbre meló' i *trjuŋ-njit (中日 zhōngrì) 'migdia' (literalment com en català 'mig dia') (Baxter i Sagart, 1998, p. 67)
- composts verb-objecte, com *sjə-mraʔ (司馬 sīmǎ) 'majordom' (literalment 'manejar-cavall'), i *tsak-tsʰrek (作册 zuòcè) 'escriba' (literalment 'fer escrits').(Baxter i Sagart, 1998, p. 68)

Els components del compost, però, no fongueren els morfemes, per això es poden usar per separat (Norman, 1988, p. 86)
Part de les síl·labes amb dos morfemes aparegueren en el període clàssic, com a resultat de la fusió de mots amb partícules no accentuades o pronoms que hi anaven al darrere. Així els negatius *pjut 弗 i *mjut 勿 es consideren la fusió dels negadores *pjə 不 i *mjo 毋, respectivament, amb el pronom de tercera persona *tjə 之 (Norman, 1988, pàgs. 85, 98)